# Okręg wyborczy Richmond (Australia)
Okręg wyborczy Richmond (ang. Division of Richmond) – jednomandatowy okręg wyborczy do Izby Reprezentantów Australii, położony w stanie Nowa Południowa Walia.
Pierwsze wybory odbyły się w nim w 1901 roku, a nazwa pochodzi nie od patrona, a od obszaru, na którym się znajduje: Richmond Valley.
Od 2004 roku posłem z tego okręgu była Justine Elliot z Australijskiej Partii Pracy.

## Lista posłów
Lista posłów z okręgu Richmond:
| okres urzędowania | poseł               | przynależność                     |
| ----------------- | ------------------- | --------------------------------- |
| 1901–1909         | Thomas Ewing        | Partia Protekcjonistyczna         |
| 1909–1910         | Thomas Ewing        | Związkowa Partia Liberalna        |
| 1910–1917         | Walter Massy-Greene | Związkowa Partia Liberalna        |
| 1971–1922         | Walter Massy-Greene | Nacjonalistyczna Partia Australii |
| 1922–1937         | Roland Green        | Partia Agrarna                    |
| 1937–1957         | Larry Anthony Sr.   | Partia Agrarna                    |
| 1957–1975         | Doug Anthony        | Partia Agrarna                    |
| 1975–1982         | Doug Anthony        | Narodowa Partia Agrarna           |
| 1982–1984         | Doug Anthony        | Narodowa Partia Australii         |
| 1984–1990         | Charles Blunt       | Narodowa Partia Australii         |
| 1990–1996         | Neville Newell      | Australijska Partia Pracy         |
| 1996–2004         | Larry Anthony       | Narodowa Partia Australii         |
| od 2004           | Justine Elliot      | Australijska Partia Pracy         |